# 第四世代遊戲機
在遊戲機歷史中，第四世代（或普遍稱為「16位元時代」）是以1987年10月30日在日本發售，由日本電氣（NEC）研發的PC Engine（北美版稱為TurboGrafx-16）作為開始。雖然PC Engine是第一部發售的第四世代遊戲機，在日本銷量亦只是僅次於超級任天堂（Super Famicom，簡稱「SFC」，北美版稱為Super Nintendo Entertainment System，簡稱「SNES」），但在北美洲，遊戲機的銷量主要為任天堂的超級任天堂與世嘉（Sega）的Mega Drive（北美版稱為Sega Genesis）之爭。任天堂成功繼承在第三世代建立的基業，而超級任天堂亦成為第四世代銷量最高的遊戲機。而世嘉亦在此世代發得重大成功，並創造出能夠與任天堂的吉祥物瑪利歐競爭的角色——超音鼠。除此之外，雖然有不少公司推出其他種類的遊戲機，但沒有一款獲得成功。同時亦有不少公司認為遊戲機市場已經逐漸成熟，並計劃在將來推出自家研發的遊戲機。當2004年由SNK開發的Neo Geo停產後，維持17年的第四世代正式結束。
第四世代遊戲機與第三世代的分別：
- 功能更強的微處理器（主要為16位元）
- 控制器有更多的按鈕（最多為8個）
- 背景有更複雜及多層的視差滾動效果
- 更大的圖像效果（精靈）
- 更好的色彩（主要為64至256色）
- 使用立體聲及多聲道
- 先進的聲音合成（調頻或波表）

## 家用遊戲機

### PC Engine/TurboGrafx-16/TurboGrafx

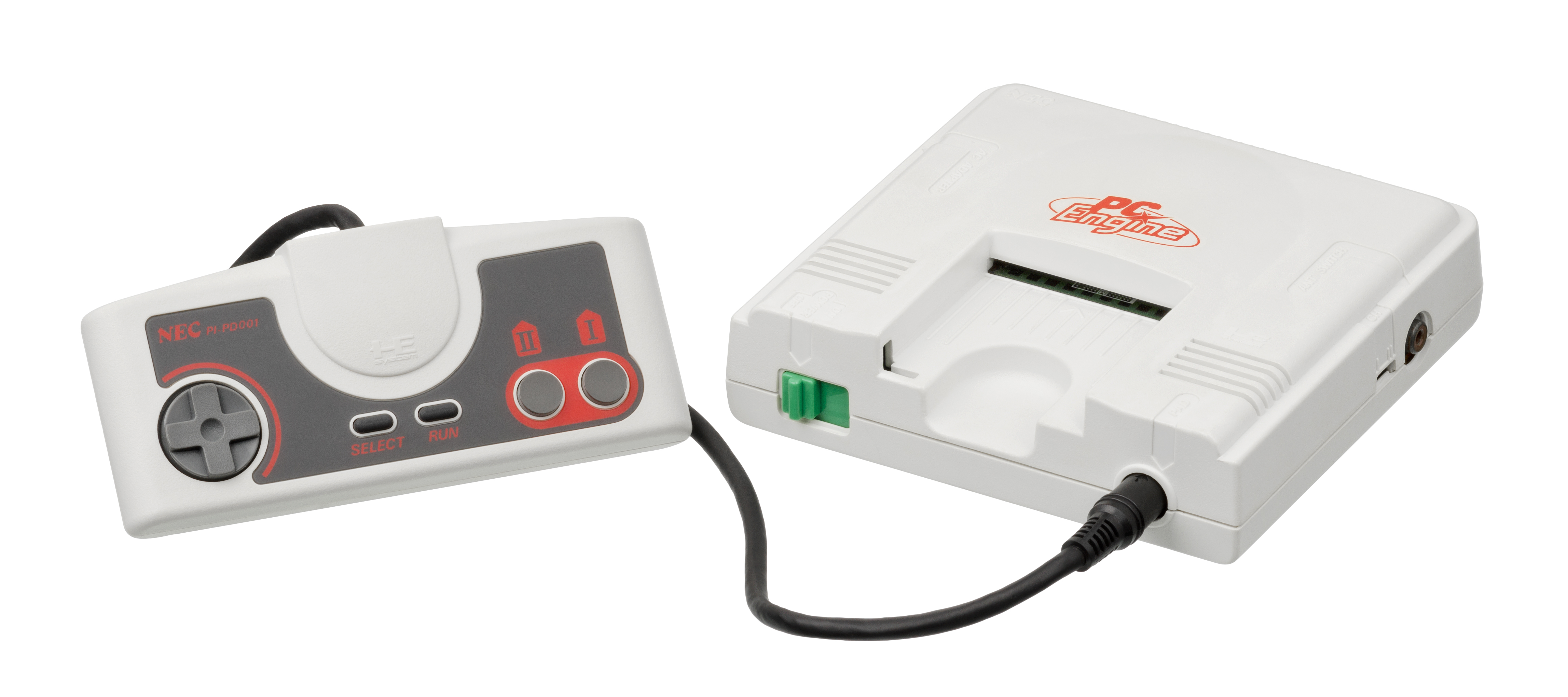
PC Engine

PC Engine是由Hudson Soft及日本電氣（NEC）共同研發，在1987年10月30日在日本發售。1989年8月，PC Engine以TurboGrafx-16的名稱於北美洲發售。
在發售初期，PC Engine在日本獲得不俗的成績。在1988年及1991年，NEC分別發售能夠讓PC Engine使用CD的附加組件，及結合PC Engine及CD系統的遊戲機PC Engine Duo（北美版稱為Turbo Duo）。
在美國，NEC亦創造了吉祥物PC原人（在北美洲稱為Bonk），並在1990年至1994年期間出現在大部份的PC Engine廣告。雖然這宣傳策略在開始發得成功，尤其是大城市，但在小城市卻後勁不繼。而主要原因是因為NEC缺少大量的推廣人員及並不注重店舖宣傳。
由於PC Engine的銷量在第四世代後期開始被任天堂拋離，最終於1994年停產，但之後仍有小量遊戲在此平台發售。
在日本，由於有不少18禁遊戲能夠在此平台發售，因此其壽命比其他同世代遊戲機長久，而最後一款商業軟件於1999年發售。

### Mega Drive/Sega Genesis

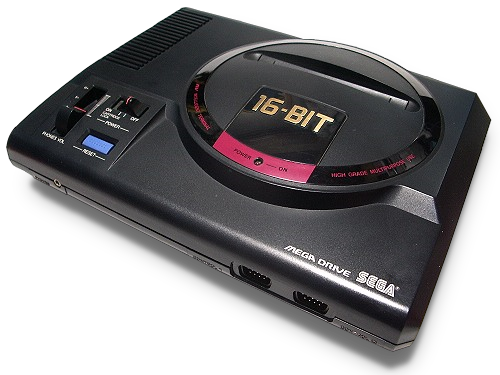
Mega Drive

世嘉Mega Drive最初於1988年10月29日在日本發售，並在其後2年分別在北美洲、歐洲及澳洲發售。除了北美洲稱為Sega Genesis外，其他地方都以原來名稱發售。
在發售初期，由於任天堂在上一世代的競爭中，在北美洲建立了強大的基礎，世嘉渡過了一般困難時期。轉捩點出現在1991年，世嘉成功創造它最出名的吉祥物：「超音鼠」，令Mega Drive成功建立了一個較任天堂的SNES更「酷」的形象。而在之後的宣傳中更加指出這一點。
當街機遊戲真人快打決定移植至SNES及Mega Drive的時候，相對任天堂要求刪減血腥畫面，世嘉決定保留這些要素，並只將需要在遊戲中輸入相關指令即可解除封鎖。這舉動令Mega Drive的真人快打獲得較多正面的回響。但同時亦令北美洲對遊戲中的血腥畫面的注意上昇，促成娛樂軟件分級委員會（ESRB）的創立。而由於ESRB的創立，令任天堂重新檢視真人快打II的發售方向。此外，世嘉亦發現Mega Drive的控制器對格鬥遊戲的不足，因此其後推出一款有6個按鈕的控制器（原本的控制器只有3個按鈕）。雖然其後推出的遊戲仍可使用舊款的控制器，但世嘉亦建議使用新款的控制器。
雖然Mega Drive在北美及歐洲發得成功，但在日本卻輸給了NEC的PC Engine。不過其全球銷量仍然有約3,075萬。在1995年末，世嘉有5款遊戲機及2款附加組件仍然發售中，而世嘉在日本的分公司決定在日本停止發售Mega Drive，將重心轉向Sega Saturn。這需要符合日本的情況，但對北美來說卻是不智：因為當時Mega Drive在北美仍有龐大的需求，而這決定導致Mega Drive的庫存及遊戲數目急速下滑。

### 超级任天堂

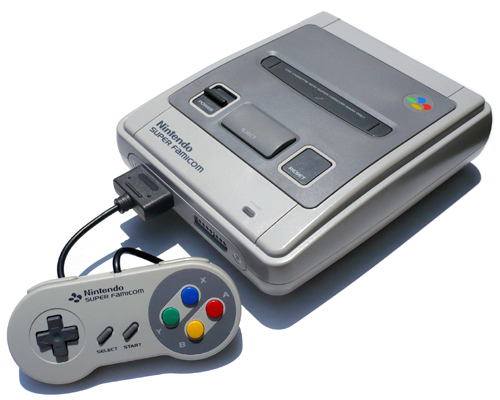
超級任天堂

原本任天堂並沒有開發新遊戲機的計劃，只是當時開始有不少新的遊戲機推出，為了阻止其侵食由FC遊戲機建立的龐大市佔率，任天堂決定開發新的遊戲機：超級任天堂。此遊戲機首先在1990年11月21日於日本發售。第一批30萬台遊戲機僅1小時就售罄。在1991年及1992年，超級任天堂分別於北美地區、及歐洲和澳洲地區發售。
雖然受到世嘉Mega Drive的威脅，超級任天堂仍然成為第四世代遊戲機中銷量最高，約4,910萬。就算進入下一世代，它仍然是其中一款最受歡迎的遊戲機。其成功的原因包括畫面及音效的質素提升，以及大量由任天堂自己研發的獨佔遊戲，例如瑪利歐系列、薩爾達傳說系列及銀河戰士系列等。

### Compact Disc Interactive (CD-i)

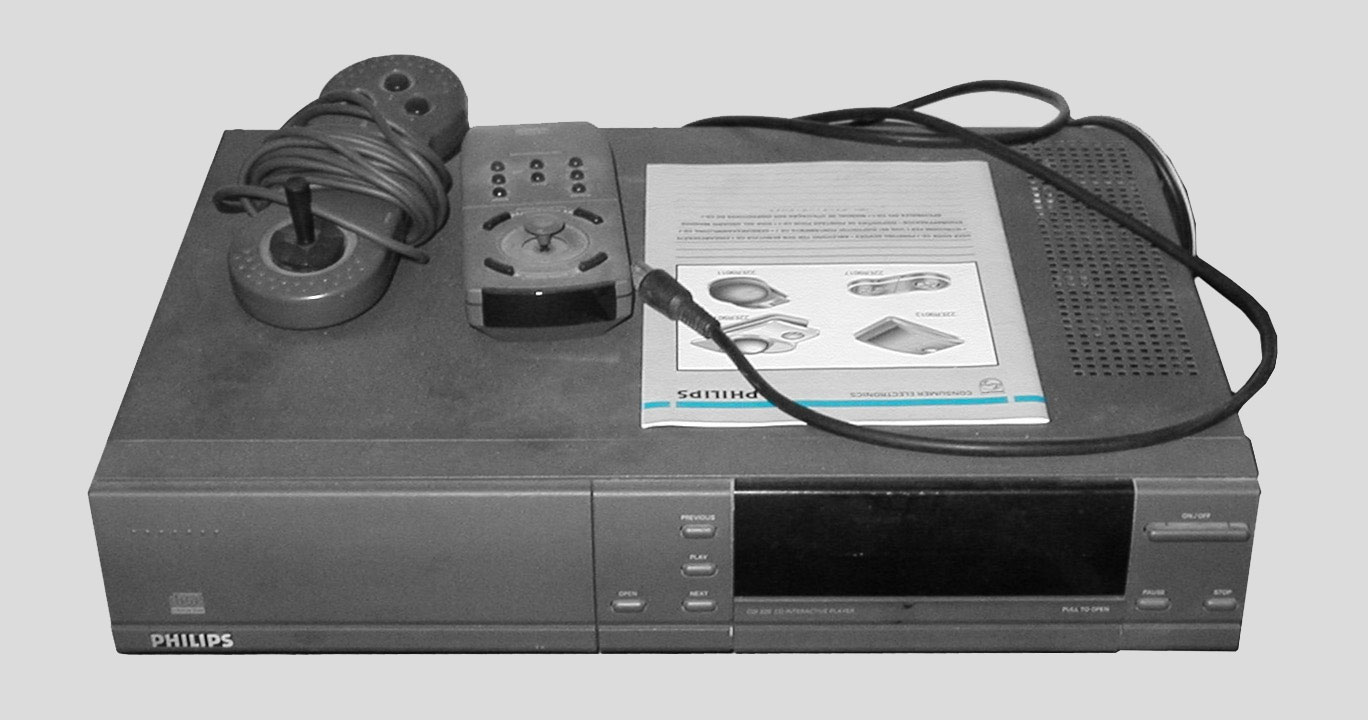
Philips CD-i

CD-i是由飛利浦開發的多媒體CD播放器，它初期的用途並非用於遊戲，因此遊戲作品很少。往後由於受到其他遊戲機影響，因此涉足遊戲機市場。
由於任天堂與飛利浦的協議，飛利浦能夠使用部份任天堂作品，但這些作品並非由任天堂開發，因此質素普遍不佳。
CD-i被認為是一件失敗作品，全球銷量少於100萬部。而且部份是由其他製造商開發製造。

### Super A'Can
Super A‘Can 是台湾联华电子(通过子公司敦煌科技)于1995年发售的16位机。

### Neo Geo

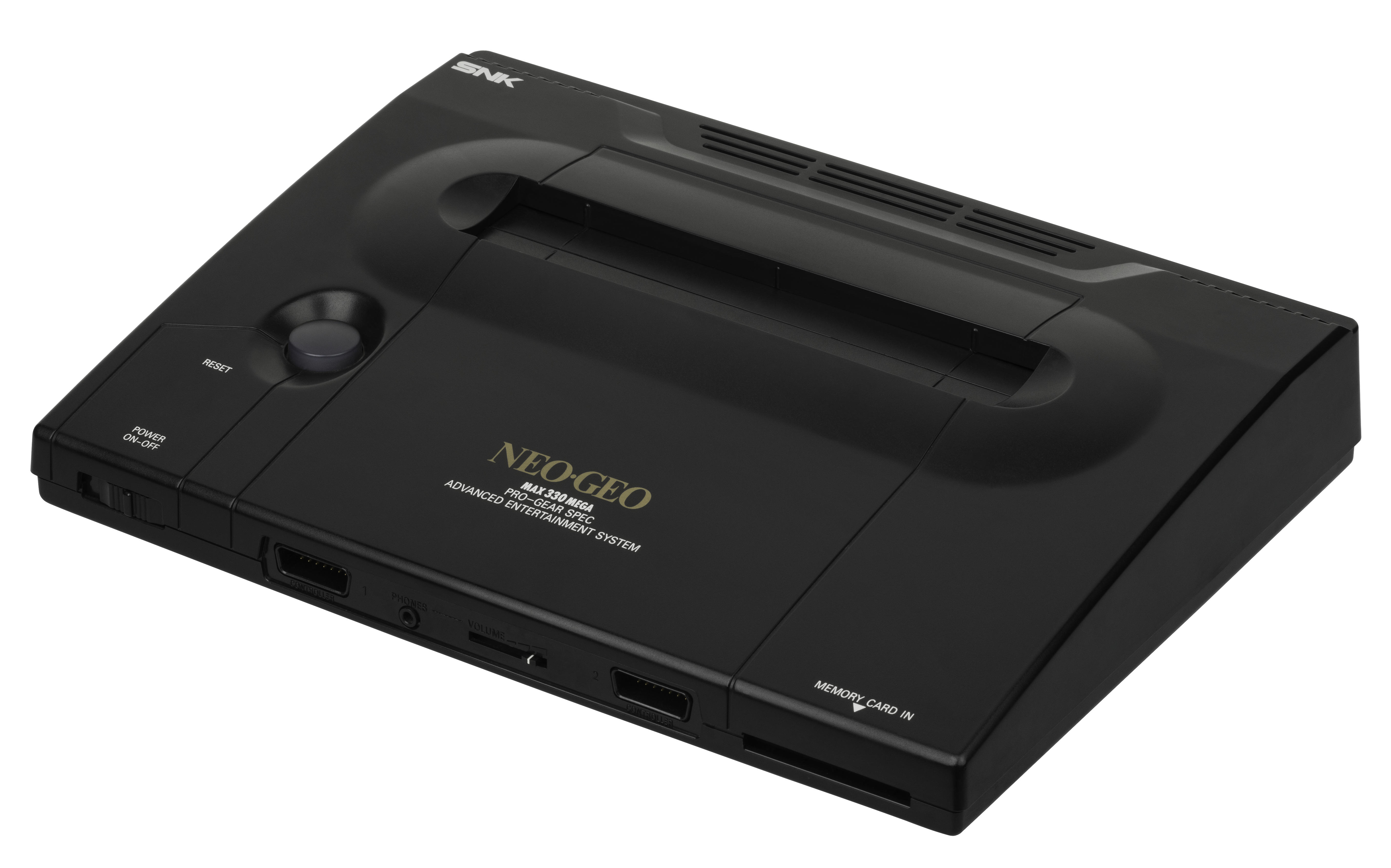
Neo-Geo

由SNK於1990年推出。由於它是基於街機機版研發，因此與同世代的遊戲機相比，有較好的畫質及音質。但同時亦令它比其他遊戲機昂貴，導致其銷量並不突出。此外，亦有較便宜的版本，但刪除了記憶卡、隨遊戲機附送的遊戲及額外的控制器。

### 附加組件
任天堂、NEC及世嘉亦為它們的遊戲機設計附加組件，以延長其壽命及競爭力。
NEC在1988年推出CD-ROM²（北美洲稱為TurboGrafx CD），於PC Engine能夠使用CD作為媒介。雖然這組件在北美洲亦不太成功，但在日本卻令PC Engine能夠與任天堂競爭。
世嘉亦在1991年及1994年分別推出Mega CD（北美洲稱為Sega CD）及Super 32X。前者主要令Mega Drive能夠使用CD，提升遊戲的容量；而後者則令Mega Drive能夠推動32位元的遊戲。但兩者都未能夠獲得顯著效果，原因包括價錢昂貴、故障率高及推出的遊戲太少等。此外，世嘉亦於1994年推出了Sega Channel，提供遊戲及金手指等資訊。
任天堂亦於1994年及1995年推出Super Game Boy及Satellaview。前者是將Game Boy的遊戲可以在電視上運作；而後者則與Sega Channel相似。但對之後遊戲機歷史影響最深遠則是任天堂曾與索尼合作，擬定推出能夠讓SNES使用CD光碟的附加組件，但最後合作告吹，而任天堂亦轉為與飛利浦合作（雖然最後計劃無疾而終）。後來，索尼決定自行繼續研發，並於下一世代推出其下第一款遊戲機，PlayStation。

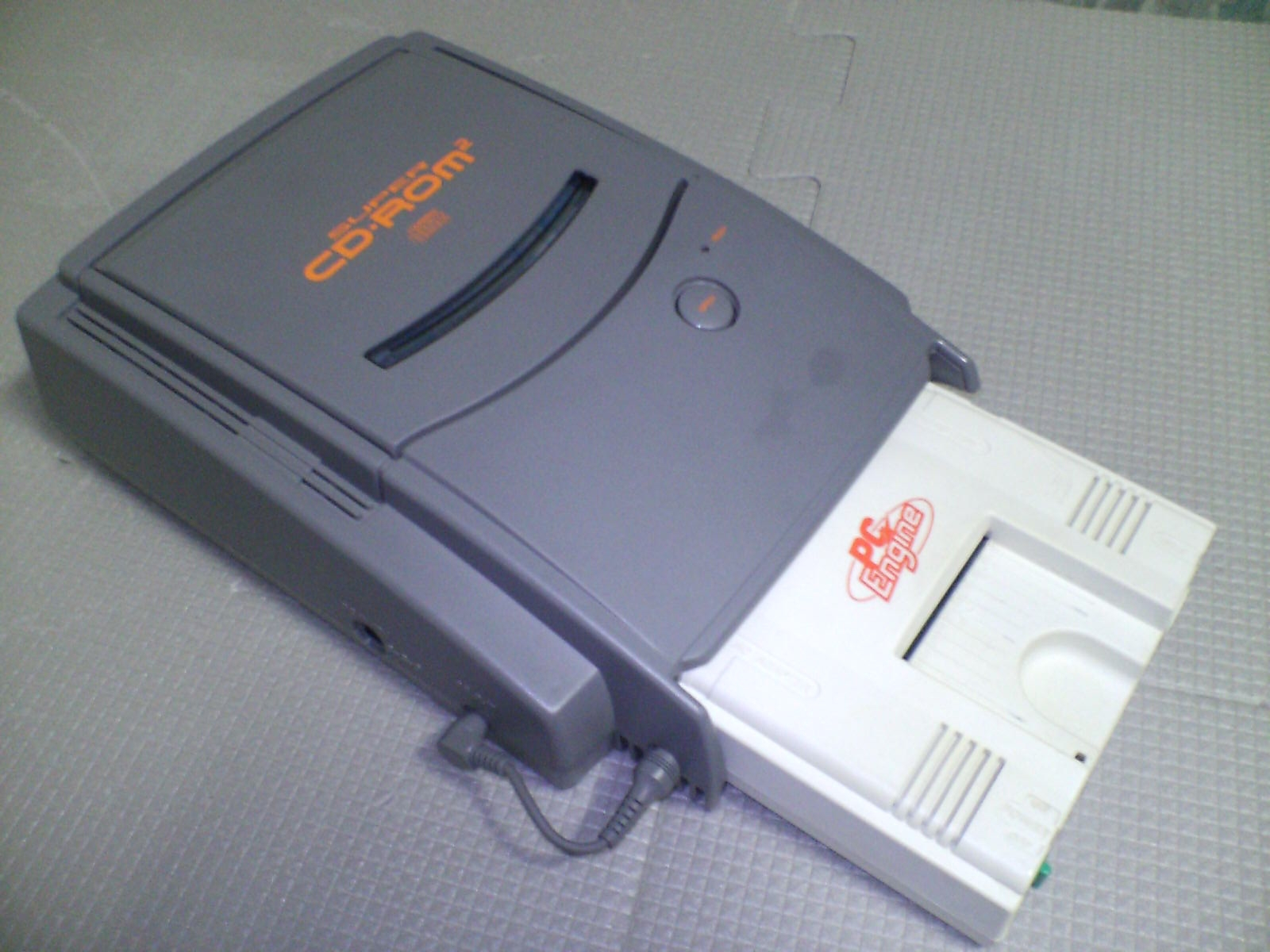
PC Engine Super CD-ROM²
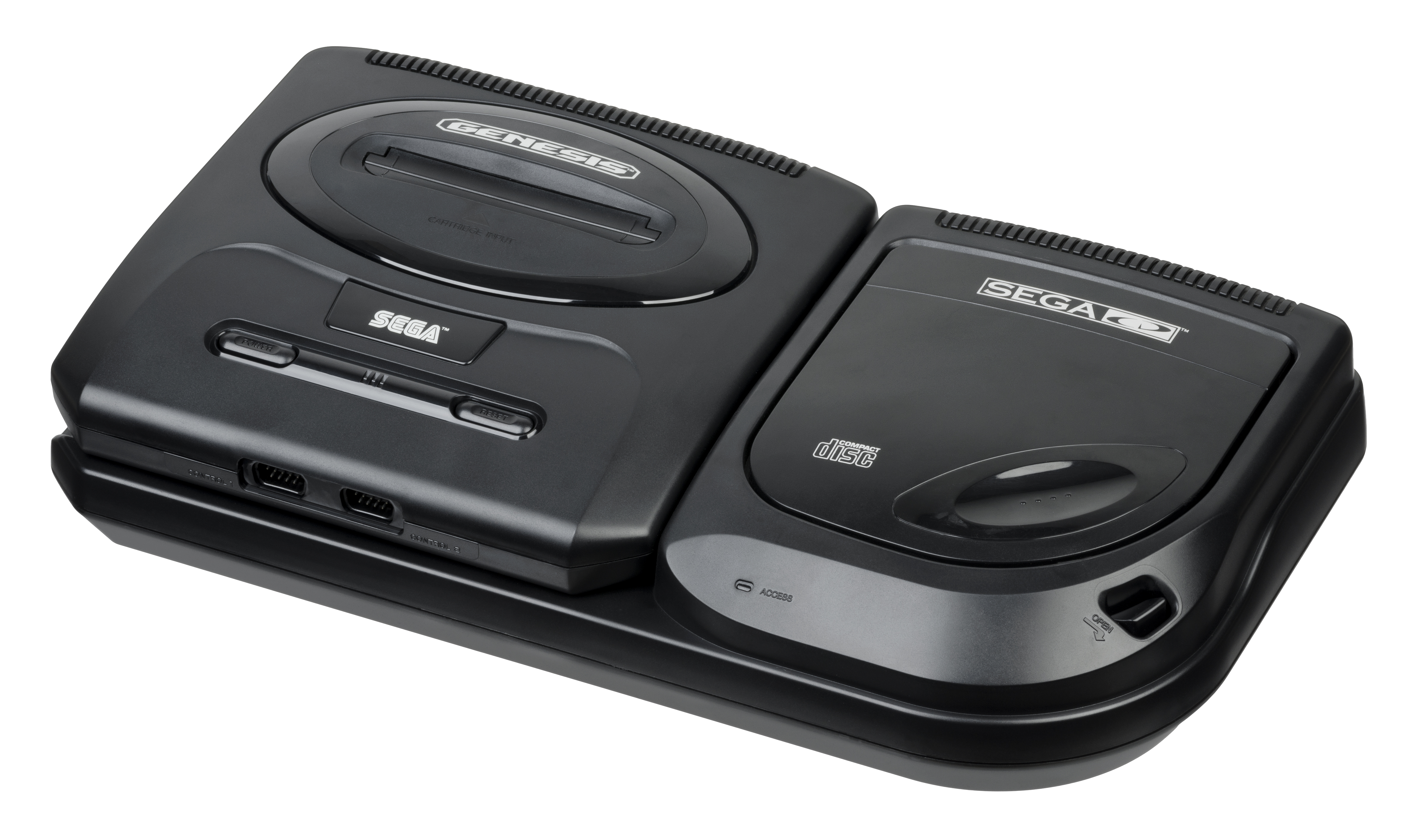
Mega-CD
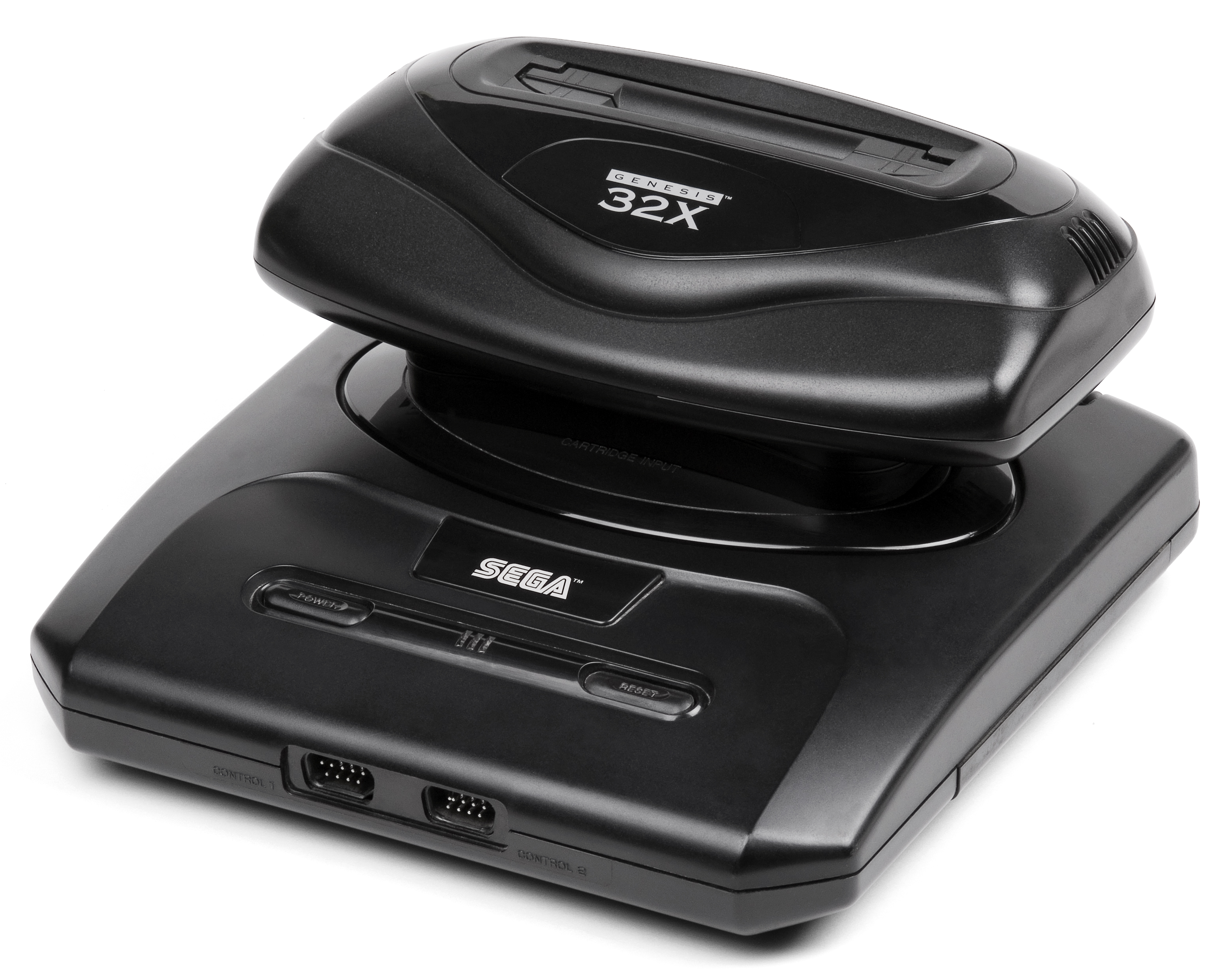
Super 32X
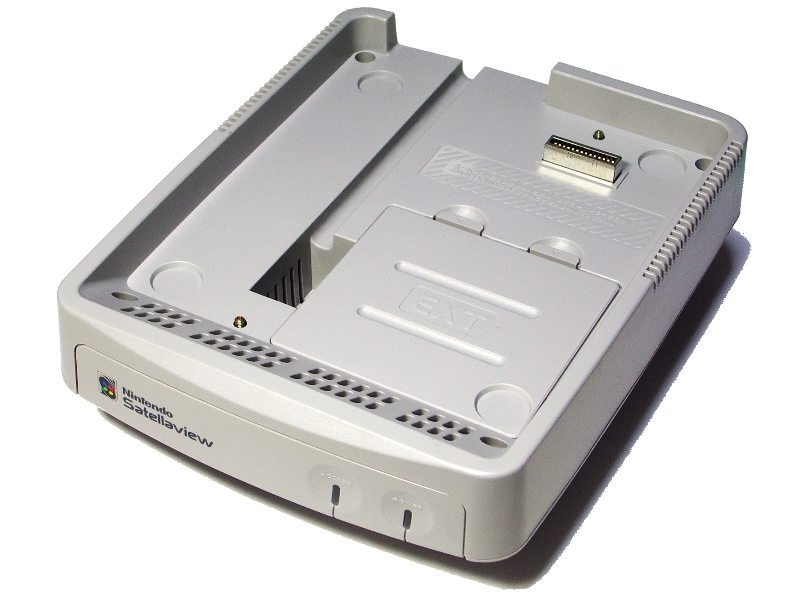
Satellaview
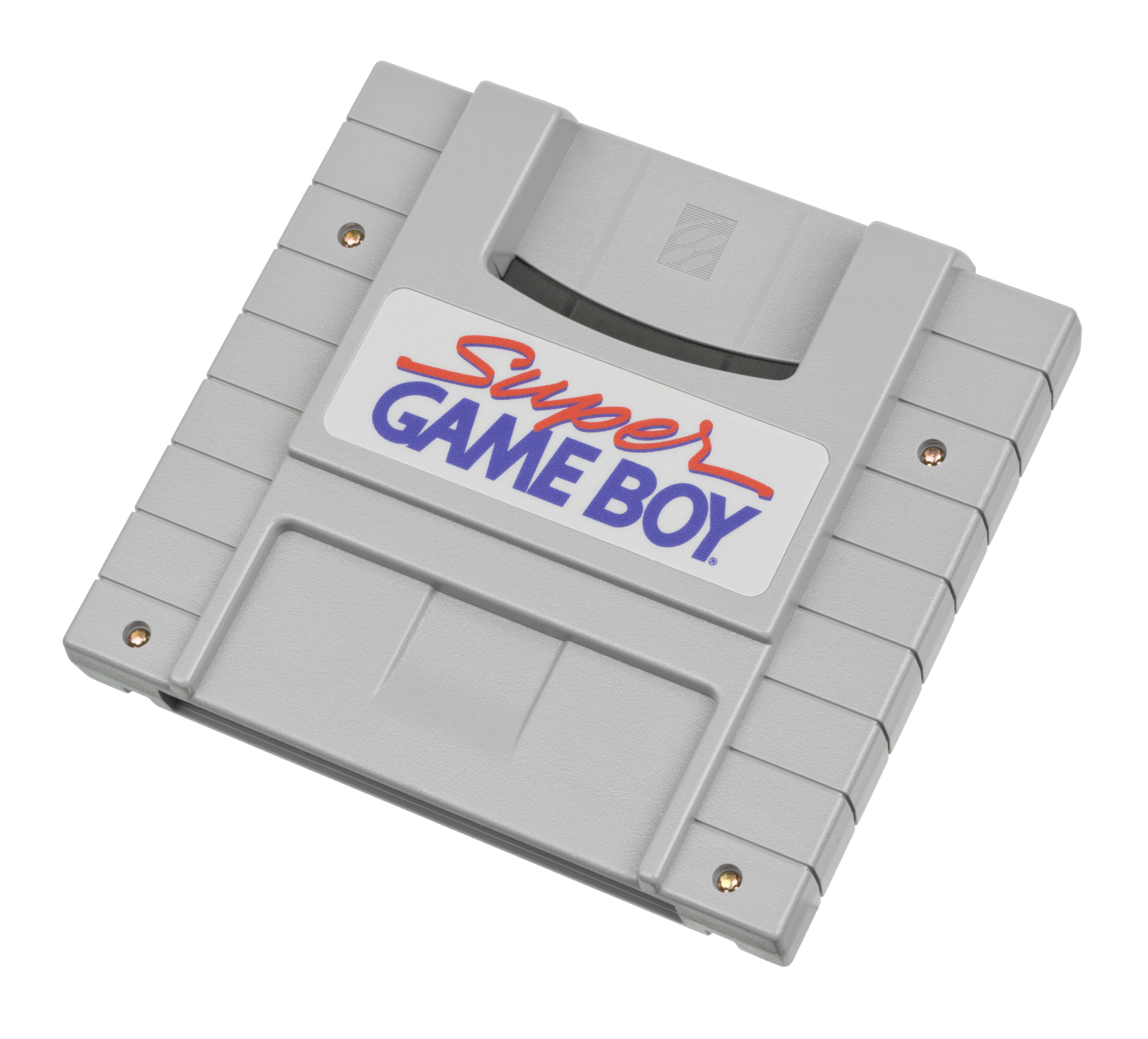
Super Game Boy

### 比較
| 名稱         | PC-Engine/TurboGrafx-16                                                                                    | Mega Drive/Sega Genesis                                                                                      | 超級任天堂                                                                                             | NEOGEO                                                                          |
| ------------ | --- | --- | --- | ------------------------------------------------------------------------------- |
| 生產商       | 日本電氣及Hudson Soft                                                                                      | 世嘉 | 任天堂                                                                                                 | SNK                                                                             |
| 遊戲機       | | | |                                                                                 |
| 發售價格     | ¥24,800 US$199.99                                                                                          | ¥21,000 US$189.99                                                                                            | ¥25,000 US$199.99                                                                                      | ¥58,000（Gold version） US$649.99 （Gold version） US$399.99 （Silver version） |
| 發售日期     | 1987年10月30日 1989年8月29日 1990年                                                                        | 1988年10月29日 1989年8月14日 1990年11月30日                                                                  | group=n\|name=NAReleaseDateNote}} 1992年4月11日                                                        | 1991年7月1日 1991年                                                             |
| 媒介         | HuCard（卡片形狀的卡帶） CD-ROM（需要附加CD-ROM²）                                                         | 卡帶 CD-ROM（需要附加Mega CD） 資料卡（需要附加Power Base Converter）                                        | 卡帶 磁碟（只限日本）                                                                                  | 卡帶 資料卡（只限日本及歐洲）                                                   |
| 最佳銷量遊戲 | PC原人 | 超音鼠、1,500萬                                                                                              | 超級瑪莉歐世界、2,000萬（截至2007年6月25日）                                                           | 侍魂II、25萬                                                                    |
| 向下兼容性   | 否 | Sega Master System（需要附加Power Base Converter）                                                           | NES（非官方、需要附加Super 8） Game Boy（需要附加Super Game Boy）                                      | 否                                                                              |
| 附加組件     | - CD-ROM²/TurboGrafx-CD - 控制器插頭 - TurboStick - Super System Card - Turbo Booster - Turbo Booster Plus | - Mega-CD/Sega CD - Sega 32X - 滑鼠 - Menacer（光線槍） - Power Base Converter - Sega Activator - 控制器插頭 | - Super Scope（光線槍） - 控制器插頭 - Super Game Boy - 超級任天堂滑鼠 - Super Advantage（街機控制器） | - Neo Geo Controller Pro（街機控制器） - Neo Geo Memory Card                    |
| 中央處理器   | Hudson Soft HuC6280（65SC02改良版本） 1.79 或 7.16MHz                                                      | 摩托羅拉 68000 7.67MHz（7.61MHz PAL） Zilog Z80 3.58MHz                                                      | Nintendo自制Ricoh 5A22 （基於WDC 65816) 3.58MHz（3.55MHz PAL）                                         | 摩托羅拉 68000 12MHz Zilog Z80 4MHz                                             |
| 暫存記憶體   | 8 KiB 主RAM 64 KiB 視頻RAM                                                                                 | 64 KiB 主RAM 64 KiB 視頻RAM 8 KiB 音頻RAM                                                                    | 128 KiB 主RAM 64 KiB 視頻RAM 64 KiB 音頻RAM                                                            | 64 KiB 主RAM 74 KiB 視頻RAM 2 KiB 音頻RAM                                       |

### 其他

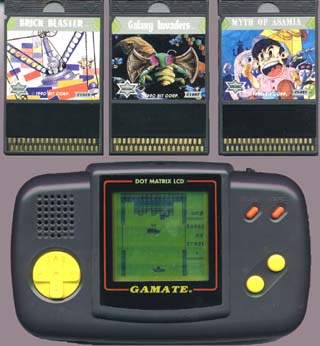
超級小子 普澤開發，1991年發售。
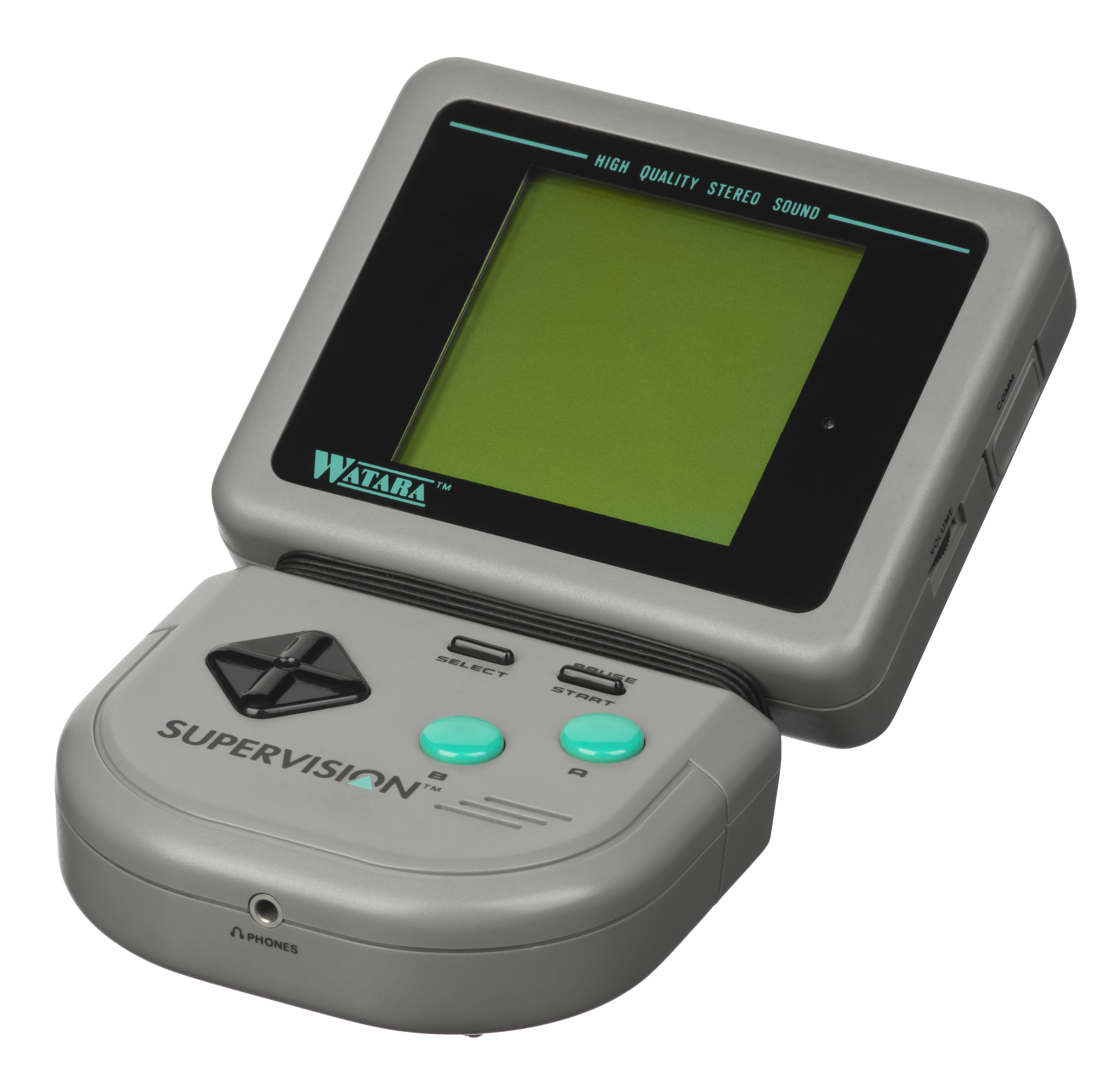
Watara Supervision Watara開發，1992年發售。
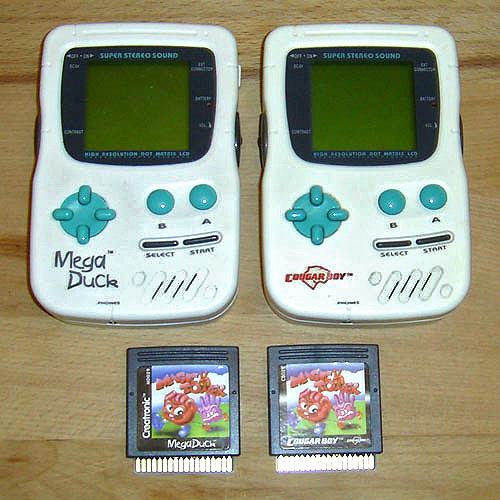
Mega Duck/Cougar Boy Welback開發，1993年發售。

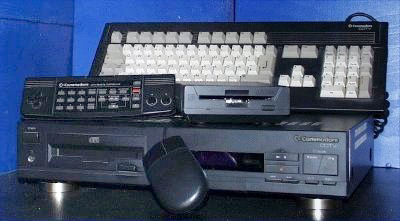
Commodore CDTV Commodore，1991年發售
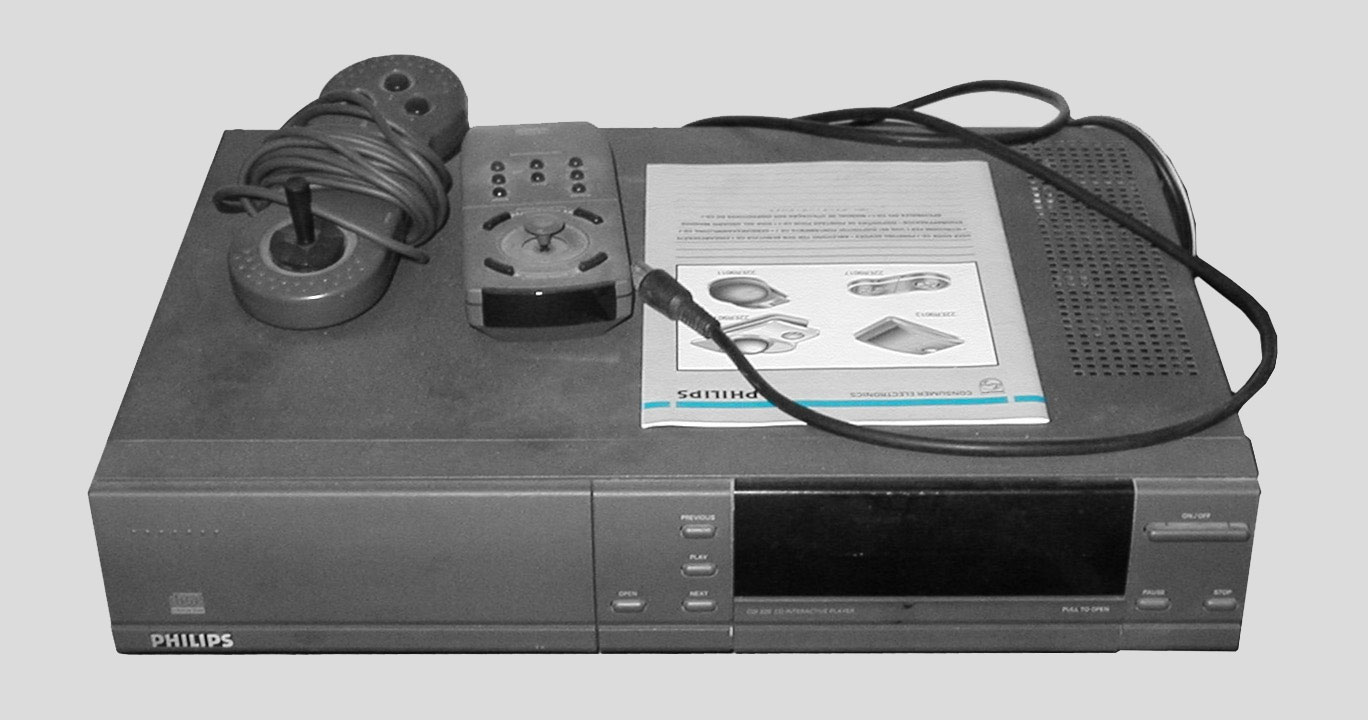
CD-i 飛利浦開發，1991年至1998年發售
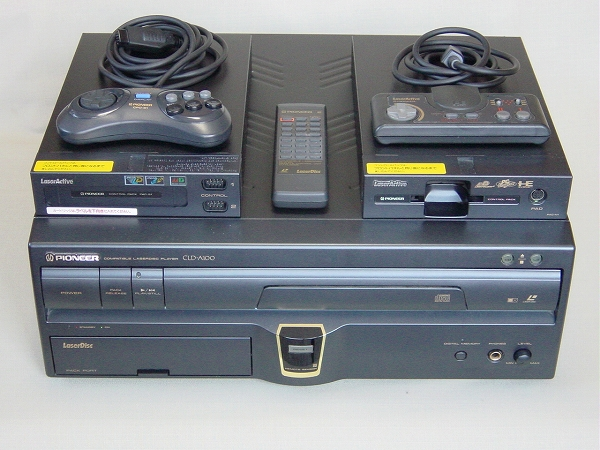
Pioneer LaserActive 先鋒開發，1993年發售
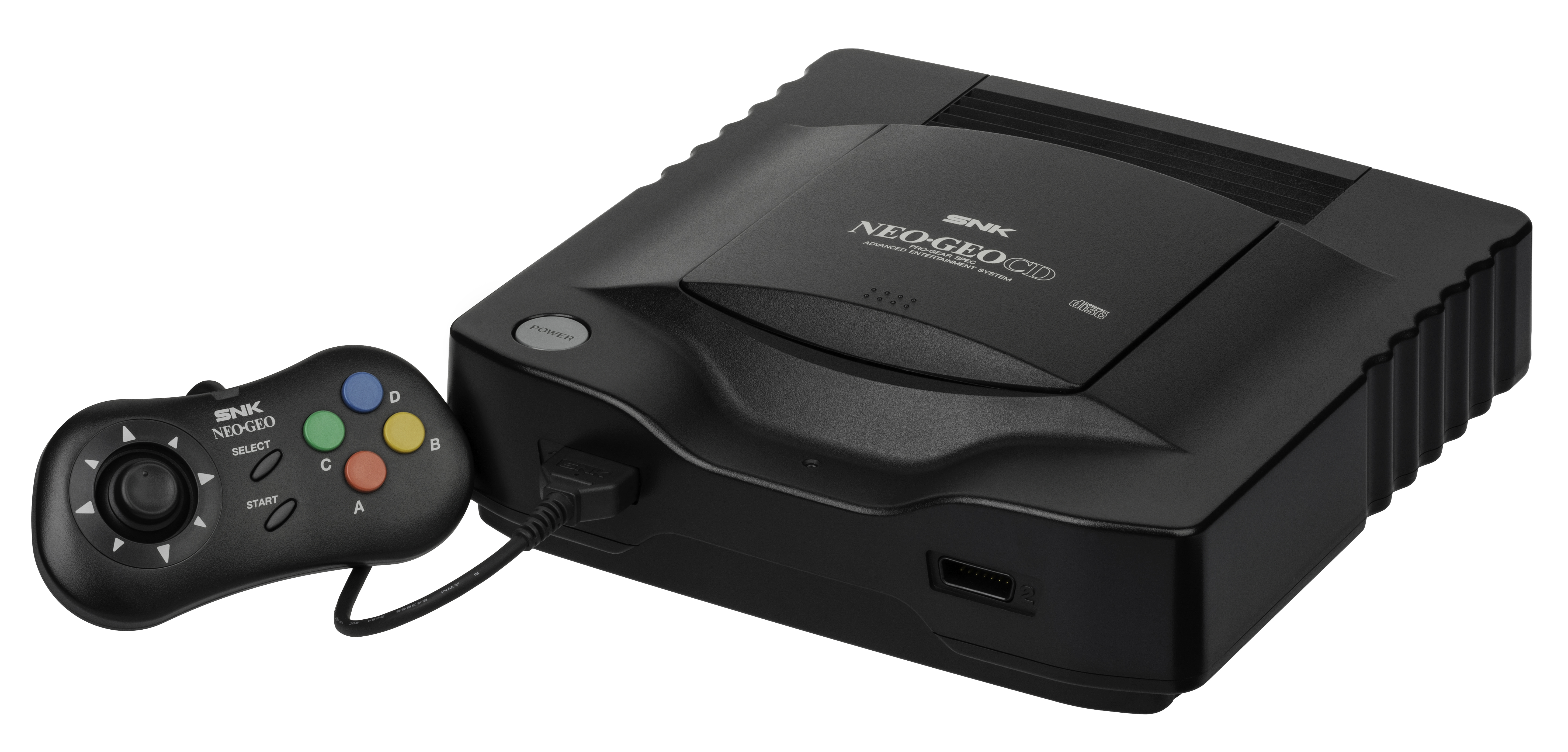
Neo Geo CD SNK開發，1994年發售
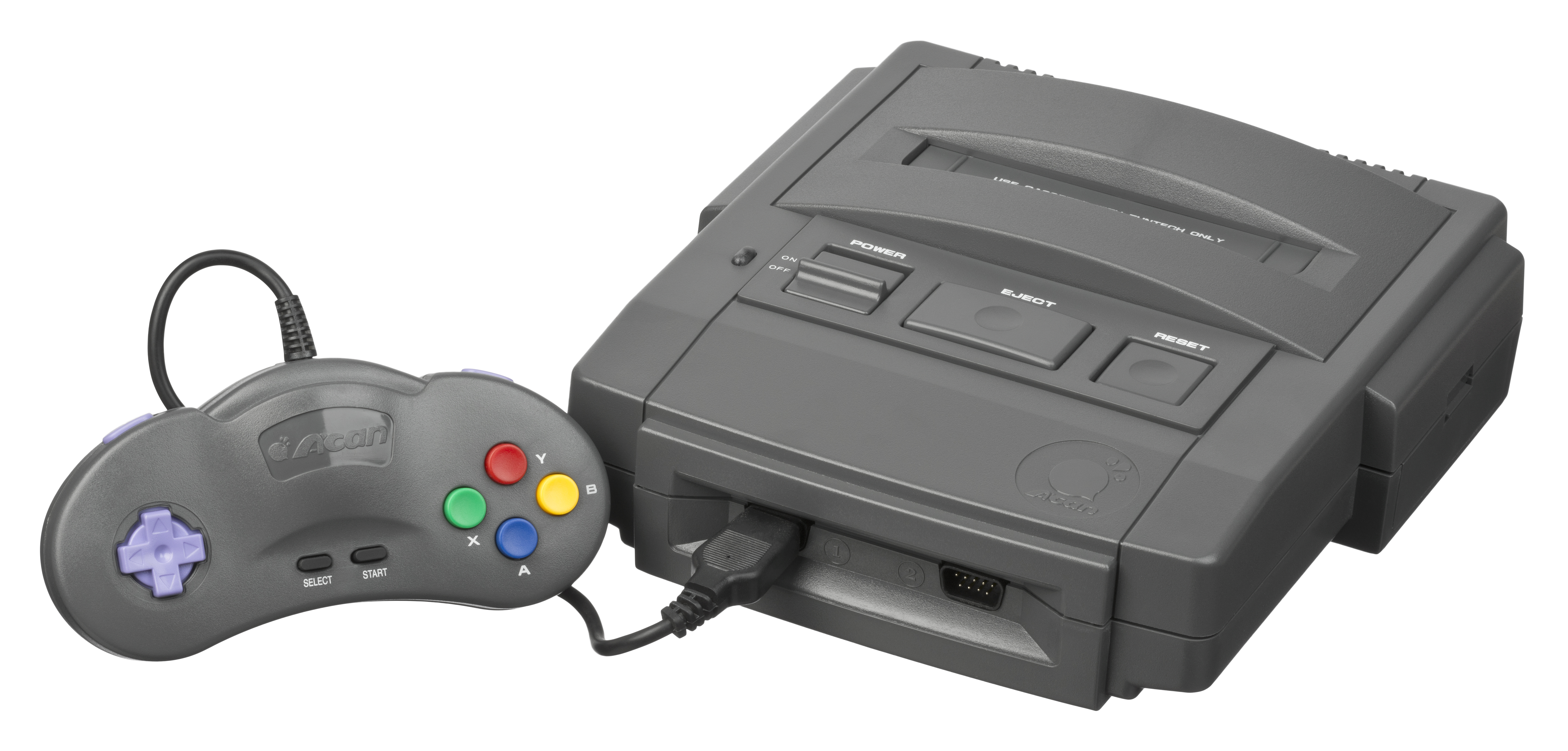
Super A'Can 聯華電子開發，1995年發售

### 銷量
| 遊戲機                                            | 銷量    |
| ------------------------------------------------- | ------- |
| Super Famicom/Super Nintendo Entertainment System | 4,910萬 |
| Mega Drive/Sega Genesis                           | 3,075萬 |
| PC Engine/TurboGrafx-16                           | 1000萬  |
| CD-i                                              | 57萬    |

## 掌上遊戲機
在第四世代，第一部掌上遊戲機是於1989年4月21日發售的Game Boy。雖然對比同時代的主要競爭者擁有彩色畫面，Game Boy的畫面只有簡單的黑白灰色，它創造了3款建立其主導地位的遊戲：俄羅斯方塊系列、寵物小精靈系列及星之卡比系列。而其後亦推出不少改良版本如第五世代的Game Boy Pocket、Game Boy Color和第六世代的Game Boy Advance，直至2008年才正式停產。
對比其他同世代的掌上遊戲機，Atari Lynx擁有彩色畫面、背光源及可以最多與16人進行連線遊戲等優點，但它相對較短的電池壽命（約4.5小時）、高價格及遊戲數量過少令它成為史上銷量最差的掌上遊戲機之一，只有200萬部。
世嘉的Game Gear亦是其中一款在本世代推出的掌上遊戲機。它的畫面大致上與Sega Master System（色彩較好、但解像度較差）相同，因為能夠使用特制的連接器進行上世代的遊戲，以及使用較便宜的插座連接手提電視機。但它仍然面對與Lynx相同的問題：電池問題。此外，它笨重的設計（比第一代Game Boy還要略大）及較遲的發售時間都令它不能夠與Game Boy競爭。最後，Game Gear於1997年正式停產，轉為繼續發展其他非掌上遊戲機。
此外，NEC亦於1990年推出掌上遊戲機PC Engine GT（北美版為TurboExpress），為PC Engine的掌上遊戲機版本。雖然它擁有彩色畫面及能夠使用PC Engine的卡帶等優勢，但它在電池的消耗比Lynx及Game Gear更差，需要6枚AA級電池但使用時間只有3小時，再加上比Lynx更昂貴的售價，因此其銷量只有約150萬部。

### 比較
| 名稱         | Game Boy                                                                                           | Atari Lynx                      | Game Gear                                 | PC Engine GT         |
| ------------ | -------------------------------------------------------------------------------------------------- | ------------------------------- | ----------------------------------------- | -------------------- |
| 生產商       | 任天堂                                                                                             | 雅達利                          | 世嘉                                      | 日本電氣             |
| 遊戲機       | |                                 |                                           |                      |
| 發售價格     | ¥12,500 US$89.95                                                                                   | US$189.99                       | ¥14,500 US$149.99 A$155                   | ¥44,800 US$299.99    |
| 發售日期     | 1989年4月21日 1989年8月 1990年                                                                     | 1989年9月 1990年                | 1990年10月6日 1991年4月26日 1992年        | 1990年12月1日 1991年 |
| 銷量         | 1億1,869萬 （截止2013年12月31日）、包括Game Boy Color                                              | 超過200萬 （截止2007年7月30日） | 1,062萬 （截止2007年7月30日）             | 150萬                |
| 媒介         | 卡帶                                                                                               | 卡帶                            | 卡帶                                      | 數據卡               |
| 最佳銷量遊戲 | 俄羅斯方塊、3,500萬 （捆綁遊戲／分開發售） 寵物小精靈（紅、綠、藍版）、約2,008萬（日本及美國銷量） | 不詳                            | 超音鼠2、4萬                              | PC原人               |
| 向下兼容性   | 不適用 （後續的機種可以兼容原本的卡帶）                                                            | 不適用                          | Sega Master System （需要使用卡帶連接器） | 不適用               |

### 其他
- 超級小子
普澤開發，1991年發售。[41]
- Watara Supervision
Watara開發，1992年發售。
- Mega Duck/Cougar Boy
Welback開發，1993年發售。

## 著名軟件
- 超時空之鑰（SFC）
- 勇者鬥惡龍V 天空的新娘（SFC）
- 勇者鬥惡龍VI 幻之大地（SFC）
- 薩爾達傳說 眾神的三角神力（SFC）
- 最終幻想IV（SFC）
- 最終幻想V（SFC）
- 最終幻想VI（SFC）
- 銀河快槍手（MD）
- John Madden Football（SFC、MD）
- 真人快打系列（街機、SFC、MD）
- NHLPA Hockey '93（SFC、MD）
- 夢幻之星II 被召回的時間的終結（MD）
- 聖劍傳說2（SFC）
- 光明與黑暗II 古代的封印（SFC）
- 超音鼠（MD）
- 街頭霸王II（街機、SFC、MD）
- 怒之鐵拳II（街機、MD）
- Super Monaco GP（街機、MD）
- 超級瑪利歐世界（SFC）
- 超級瑪利歐賽車（SFC）
- 超級銀河戰士（SFC）
- 超級大金剛（SFC）
- 超級瑪利歐 耀西島（SFC）

## 備注
1. ↑  美國：2,000萬、[22]其他地區：1,500萬、[23] Tectoy: 300萬、[24] Majesco（英语：Majesco Entertainment）：200萬、[25] Sega Nomad：100萬[26]